# سسک شکم‌زرد
سسک شکم‌زرد (نام علمی: Abroscopus superciliaris) نام یک گونه از سرده خوش‌نگاه‌ها است.